# Hatebrand
Hatebrand, Lat. Hathebrandus (Fivelgo, ca. 1150 – Feldwerd, 30 juli 1183 of 1198) was een benedictijner abt en heilige uit Frisia.
De ouders van Hatebrand, Alundus en Tetta, waren boeren die woonden op een wierde. Hij ging naar de Latijnse school in Utrecht en werd benedictijner monnik in de Paulusabdij aldaar. Later bewerkstelligde hij de terugkeer van de benedictijnen in zijn geboortestreek door drie stichtingen: de dubbelkloosters Feldwerd en Garmerwolde (in Thesinge) en waarschijnlijk ook Merehusen (nu Großenmeer in Ovelgönne).

## Wonderen
Al voor Hatebrandus' geboorte had zijn vader Alund in een droom de boodschap gehoord, dat zijn tot dat moment kinderloze huwelijk, gezegend zou worden met een zoon, die een man Gods zou worden.
Omdat Hatebrandus als abt de orderegels streng handhaafde, werd er een aanslag op hem beraamd. Omdat God hem waarschuwde, deed hij een ijzeren pot op zijn hoofd. Met de hoofdkap van zijn habijt verborg hij de pot en overleefde zo een aanslag op zijn leven.
Ook zou Hatebrand een vrouw van armpijn hebben genezen.
Na de verwoesting van Feldwerd tijdens de hervorming werd het gebeente van Hatebrand in 1620 naar Antwerpen gesmokkeld, waar het ondergebracht werd in de Sint-Salvatorabdij.
Door de verjaging van de zgn. potheren uit de Sint-Salvatorabdij in 1796 volgden nog tal van omzwervingen en werd Hatebrand vereerd in Mortsel. In 2018 is een reliek van Hatebrand teruggevonden op de zolder van de Sint-Catharinakerk in Kortrijk-Dutsel.